# Hofje van Cincq
Het Hofje van Cincq (ook Cincqenerf) is een hofje van barmhartigheid gesticht in 1700 aan de Nieuwehaven in de Nederlandse stad Gouda.
De vermogende advocaat mr. Cornelis Cincq, zoon van de Goudse burgemeester Gerard Cincq, was nooit gehuwd geweest. Hij overleed in 1698. Volgens een notariële acte was hij verliefd op Alida Wagtendonk, de dochter van een plaatselijk predikant. Hij schonk haar na zijn overlijden zijn woning aan de Hoogstraat. Een kwart van zijn nalatenschap schonk hij aan de gereformeerde diaconie tot het aanbouwen en opsigten van eenige huisjes, om door arme menschen om niet te worden gewoond. Voor de stichting van het hofje was een bedrag van ƒ 16.245 beschikbaar. Het hofje met twaalf woningen werd aangelegd aan de noordzijde van de Nieuwehaven. Voorbeeld voor de bouw waren enige hofjes in Leiden. In 1699 had een van de regenten, vergezeld door twee timmerlieden en een metselaar, in Leiden diverse hofjes bezichtigd. De Goudse schilder Arent Lepelaer (1655-1732) maakte onder meer het wapen van Cincq boven de poort. Boven deze poort bevond zich de regentenkamer. Naar verhouding was een te hoog bedrag gebruikt voor de investering, zodat er vrij spoedig exploitatieproblemen rezen. Door verhuur van de woningen aan de straatzijde en door zuinig beheer konden de financiën op het einde van de 18e eeuw op orde worden gebracht. Ook in het begin van de 19e eeuw rezen er weer problemen door de dalende rente-inkomsten en het wegvallen van de belastingvrijstelling. Het entreegeld van tien gulden, dat in 1757 moest worden ingevoerd kon echter in 1861 weer worden afgeschaft.
In de jaren zeventig van de 20e eeuw werden de woningen in het hofje verkocht aan particulieren. Onder toezicht van rijksmonumentenzorg werden de woningen door hen gerestaureerd.